# Rangsit (Stadt)
Rangsit (thailändisch รังสิต) ist eine Stadt in der thailändischen Provinz Pathum Thani. Es ist ein nördlicher Vorort von Bangkok, von dessen Zentrum es etwa 35 Kilometer entfernt ist. Die Großstadtgemeinde (เทศบาลนครรังสิต, Thesaban Nakhon Rangsit) ist deckungsgleich mit dem Tambon („Unterbezirk“) Prachathipat im Amphoe Thanyaburi. Daneben gibt es das Tambon Rangsit, in dem sich die Bezirkshauptstadt Thanyaburi befindet. Der sich verstädternde Siedlungs- und Wirtschaftsraum Rangsit geht aber weit über die Grenzen der lokalen Verwaltungseinheit hinaus. Rangsit gehört zur Metropolregion Bangkok und ist ein wichtiger Industriestandort, vor allem mit großen Textilfabriken, und seit Ende der 1980er-Jahre auch ein Wissenschaftsstandort mit mehreren Universitätscampus.

## Raum Rangsit
Der sich verstädternde Großraum Rangsit, der die vier östlichen Bezirke der Provinz Pathum Thani (Khlong Luang, Thanyaburi, Nong Suea, Lam Luk Ka) umfasst, ist ein Beispiel für das stadt- und entwicklungsgeographische Konzept Desakota. Dieses beschreibt Regionen, die weder rein urban, noch rein landwirtschaftlich geprägt sind, sondern in denen beide Nutzungsformen nebeneinander vorkommen und intensiv miteinander vermischt sind. Der Wirtschaftsraum Rangsit geht sogar noch über dieses ursprüngliche Gebiet hinaus und umfasst außerdem die angrenzenden Bezirke Wang Noi in der Provinz Ayutthaya, Nong Khae in der Provinz Saraburi, Ongkharak in der Provinz Nakhon Nayok und Bang Nam Priao in der Provinz Chachoengsao.

## Geschichte
Rangsit war ursprünglich landwirtschaftlich geprägt. In den 1890er-Jahren legte ein privates Unternehmen hier ein entwickeltes Bewässerungssystem an, zu der Zeit das modernste im zentralthailändischen Becken. Hauptader dieses Systems war der Rangsit-Kanal. Dadurch wurde das Land zum Reisanbau sehr attraktiv und Teile der Bangkoker Elite, des Adels und Regierungskreise investierten in Grundstücke. Gleichzeitig kam es zur massenhaften Zuwanderung von Landwirten und -arbeitern, um das produktive Land zu bearbeiten, sodass Pachtpreise und der Landwert stark stiegen.
Im Rahmen der fortschreitenden Industrialisierung Thailands und des explosionsartigen Wachstums von Bangkok in den 1970er- und 80er-Jahren entwickelte sich Rangsit dann zu einem Dienstleistungs- und Industriestandort.
Bis 1994 hatte Rangsit nicht den offiziellen Status einer Stadt. Dann wurde es als Thesaban Tambon Prachathipat zur Kleinstadt erklärt. Im Jahr 2003 erfolgte die Erhebung zur Mittelstadt (Thesaban Mueang Rangsit), 2011 dann zur Großstadt. Die eigentliche Stadt Rangsit hatte 2012 in seinen administrativen Grenzen 78.826 Einwohner, deutlich mehr als die Provinzhauptstadt Pathum Thani. Die vier Bezirke, die den Großraum Rangsit bilden, hatten 2011 zusammen 720.000 Einwohner auf einer Fläche von 1122,6 km².

## Verkehr
Rangsit wird von der Phahonyothin-Straße (Nationalstraße 1, die nördliche Hauptausfallstraße von Bangkok) durchschnitten. Sie ist mit der kostenpflichtigen Hochstraße Uttaraphimuk („Don Mueang Tollway“) überbaut, die in Rangsit endet. An der westlichen Stadtgrenze befinden sich der Bahnhof Rangsit an der Nord- und Nordostlinie der thailändischen Eisenbahn. Die „dunkelrote“ Linie des SRT-Nahverkehrs verbindet Rangsit mit dem Krung Thep Aphiwat Central Terminal in Bangkok. Der Flughafen Bangkok-Don Mueang befindet sich südlich von Rangsit, in einer Entfernung von etwa 10 Kilometern.

## Einkaufszentren
- Future Park Rangsit, eines der größten Einkaufszentren Thailands und ganz Asiens
- Zeer Rangsit

## Bildung und Wissenschaft
Stadt Rangsit

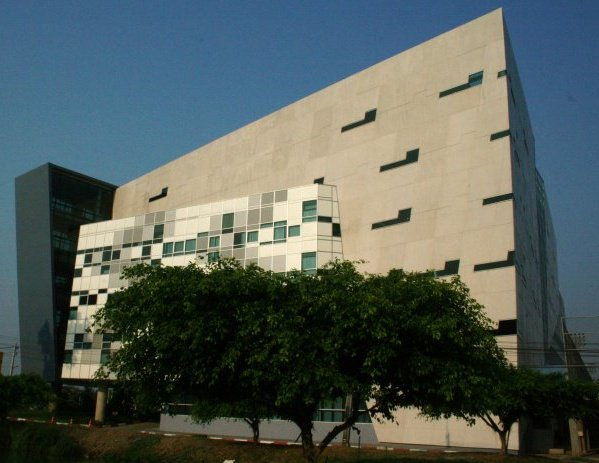
Zahnmedizinische Fakultät der Universität Rangsit

- Technische Universität Rajamangala Thanyaburi

Raum Rangsit
- Universität Rangsit
- Rangsit-Campus der Thammasat-Universität
  - Sirindhorn International Institute of Technology
- Rangsit-Campus der Universität Bangkok
- Asian Institute of Technology (AIT)
- Rajabhat-Universität Valaya Alongkorn
- Eastern Asia University

- Nationales Museum für Wissenschaft
- Thailand Science Park